# Manuel Madureira Dias
Manuel Madureira Dias (ur. 7 stycznia 1936 w Tarouquela, Cinfães) – portugalski duchowny rzymskokatolicki, biskup Faro w latach 1988-2004.
Święcenia prezbiteratu przyjął 25 czerwca 1960. 21 kwietnia 1988 Jan Paweł II mianował go biskupem Faro. Sakry biskupiej udzielił mu 19 czerwca 1988 ówczesny metropolita Évory, Maurílio de Gouveia.
22 kwietnia 2004 papież przyjął jego rezygnację z urzędu złożoną ze względu na zły stan zdrowia.	